# Liu Yongshi
Liu Yongshi (刘咏诗S, Liú YǒngshīP; Canton, 19 febbraio 1990) è una schermitrice cinese, che ha rappresentato la Cina ai Giochi olimpici di Rio de Janeiro 2016.